# Ismail Kadare
Ismail Kadaré (Gjirokastër, 28 de janeiro de 1936 – Tirana, 1 de julho de 2024) foi um escritor albanês. Filho de um funcionário público, presenciou a devastação da Albânia pelas tropas que se digladiaram durante a Segunda Guerra Mundial, experiência que deixou as suas marcas tanto na sua vida como na sua obra.
Kadaré foi considerado um dos maiores escritores e intelectuais europeus do século XX e, além disso, como uma voz universal contra o totalitarismo.

## Vida
Estudou história e filologia na Universidade de Tirana e no Instituto Gorky de Literatura em Moscou. Depois de sofrer ameaças do regime comunista albanês, exilou-se em França em outubro de 1990, tendo logo recebido a nacionalidade francesa. Só após a queda do regime comunista albanês passou a poder viajar entre França e Albânia.
Kadaré aproveitou qualquer oportunidade para atacar o regime em suas obras, por meio de alegorias políticas, entendidas por educados leitores albaneses.
Recebeu muitos prémios literários, e foi nomeado diversas vezes para o Prémio Nobel da Literatura, onde quase sempre aparece na lista de favoritos.
Recebeu o Prémio Internacional Man Booker em 2005.
Em 2009 foi galardoado com o Prêmio Príncipe de Astúrias das letras.
A maioria de seus livros foi traduzida para o português com base no original albanês por Bernardo Joffily.

## Morte
Isamil Kadaré morreu em 1 de julho de 2024, aos 88 anos em Tirana, capital da Albânia, vitimado por uma parada cardíaca.

## Lista (incompleta) de obras
As datas referem-se à primeira edição portuguesa e não correspondem à data ou ordem de escrita:
- Os tambores da chuva (tít. orig. albanês: "Kështjella" (1970), Companhia das Letras, 2003
- O Dossier H (Dosja H) 1991
- Concerto no fim do inverno (Koncert në fund të dimrit) 1991
- O Palácio dos Sonhos (Pallati i ëndërrave) 1992
- A Pirâmide (Piramida) 1994
- Três Cantos Fúnebres pelo Kosovo 1999
- Abril despedaçado (Prilli i Thyer) 2002 - serviu de argumento para o filme Abril despedaçado
- O General do Exército Morto (Le général de l'armée morte) 2004
- O jantar errado, (Darka e gabuar), Companhia das Letras, 2013.
- O acidente, (Aksidenti), Companhia das Letras, 2010
- Crônica na pedra (Kronikë në gur), Companhia das Letras, 2008
- Uma questão de loucura (Çështje të marrëzisë), Companhia das Letras, 2007.
- Vida, jogo e morte de Lul Mazrek, (Jeta, loja dhe vdekja e Lul Mazrekut), Companhia das Letras, 2004

## Prêmios
- Prix mondial Cino Del Duca, França, 1992
- Çmimi "Bokaçio" Italia,1997[6]
- Herder Prize, 1998[7][8]
- Ovid Prize, 2003
- Man Booker International Prize, 2005
- Prêmio Asturias për Letërsinë, 2009
- Prêmio"Lerici Pea", 2010
- Prêmio Jerusalém], 2015[9]
- Commandeur de la Légion d’Honneur (C. LH), França, 2016
- Prêmio "Letërsia shqipe", Kosovo, 2017
- Prêmio "Nonino". 2018
- Prêmio Park Kyung-ni 2019